# Тім Генман
Тімоті Генрі Генман (англ. Timothy Henry Henman) — колишній британський (англійський) тенісист, олімпійський медаліст, офіцер Ордену Британської імперії. Найвищу одиночну позицію світового рейтингу — 4 місце досяг 8 липня 2002, парну — 62 місце — 21 лютого 2000 року.
Срібну олімпійську медаль Генман виборов на Олімпіаді 1996 року, що проходила в Атланті, у парних змаганнях, представляючи Велику Британію й граючи з Нілом Бродом. У фіналі британська пара поступився австралійській.
Генман був провідним британським тенісистом другої половини 1990-х і першої половини 2000-х років, коли британці ніяк не могли виграти домашній турнір Великого шолома — Вімблдон. Вигравали американці Сампрас і Агассі, німці й навіть нідерландці (Ріхард Крайчек) та швейцарці (Роджер Федерер). Британська преса покладала на Генмана великі сподівання й чинила значний тиск, однак Тіму так і не вдалося добратися далі півфіналу в будь-якому із турнірів Великого шолома. Він виграв 11 турнірів ATP туру в одиночному розряді й 4 в парному. Олімпійські срібні медалі залишилися для нього найвищим досягненням.
За стилем гри Генман був агресивним гравцем з тактикою подача —вихід на сітку, дещо старомодною на початок 21 століття, однак в кінці 20 століття Піт Сампрас усе ще дуже успішно її застосовував.
Завершив кар'єру 2007 року.

## Важливі фінали

### Олімпіади

#### Парний розряд: 1 срібна медаль
| Результат | Дата | Турнір       | Покриття | Партнер  | Супротивники               | Рахунок       |
| --------- | ---- | ------------ | -------- | -------- | -------------------------- | ------------- |
| Срібло    |      | Атланта 1996 | Хард     | Ніл Брод | Тодд Вудбрідж Марк Вудфорд | 4–6, 4–6, 2–6 |

### Фінали турнірів серії Мастерс

#### Одиночний розряд: 4 (1–3)
| Результат | Рік  | Турнір             | Покриття  | Суперник       | Рахунок                 |
| --------- | ---- | ------------------ | --------- | -------------- | ----------------------- |
| Поразка   | 2000 | Мастерс Цинциннаті | Тверде    | Томас Енквіст  | 6–7(5–7), 4–6           |
| Поразка   | 2002 | Indian Wells Open  | Тверде    | Ллейтон Г'юїтт | 1–6, 2–6                |
| Перемога  | 2003 | Мастерс Париж      | Килим (i) | Андрей Павел   | 6–2, 7–6(8–6), 7–6(7–2) |
| Поразка   | 2004 | Indian Wells Open  | Тверде    | Роджер Федерер | 3–6, 3–6                |

#### Парний розряд: 2 (2–0)
| Результат | Рік  | Турнір              | Покриття | Партнер        | Суперники                        | Рахунок  |
| --------- | ---- | ------------------- | -------- | -------------- | -------------------------------- | -------- |
| Перемога  | 1999 | Мастерс Монте-Карло | Ґрунт    | Олів'є Делетр  | Їржі Новак (тенісист) Давід Рікл | 6–2, 6–3 |
| Перемога  | 2004 | Мастерс Монте-Карло | Ґрунт    | Ненад Зімоньїч | Гастон Етліс Мартін Родрігес     | 7–5, 6–2 |

## Фінали турнірів ATP за кар'єру

### Одиночний розряд: 28 (11–17)
| Легенда                                              |
| ---------------------------------------------------- |
| Турніри Великого шолома (0–0)                        |
| Tennis Masters Cup (0–0)                             |
| ATP Super 9 / Серія Мастерс ATP (1–3)                |
| Серія турнірів ATP / Серія ATP Інтернешнл Ґолд (1–5) |
| Світова серія ATP / Серія ATP Інтернешнл (9–8)       |

| Титули за покриттям |
| ------------------- |
| Тверде (9–12)       |
| Ґрунт (0–0)         |
| Трава (0–3)         |
| Килим (2–3)         |

| Титули за типом корту |
| --------------------- |
| Outdoor (5–12)        |
| Indoor (6–5)          |

| Результат | В-П   | Дата     | Турнір                                      | Рівень        | Покриття   | Суперник           | Рахунок                             |
| --------- | ----- | -------- | ------------------------------------------- | ------------- | ---------- | ------------------ | ----------------------------------- |
| Поразка   | 0–1   | Січ 1997 | Qatar ExxonMobil Open, Катар                | Світова серія | Тверде     | Джим Кур'є         | 5–7, 7–6(7–5), 2–6                  |
| Перемога  | 1–1   | Січ 1997 | Sydney International, Австралія             | Світова серія | Тверде     | Карлос Моя         | 6–3, 6–1                            |
| Поразка   | 1–2   | Лют 1997 | ECC Antwerp, Бельгія                        | Чемп. серія   | Килим (i)  | Марк Россе         | 2–6, 5–7, 4–6                       |
| Перемога  | 2–2   | Вер 1997 | Кубок президента, Узбекистан                | Світова серія | Тверде     | Марк Россе         | 7–6(7–2), 6–4                       |
| Поразка   | 2–3   | Січ 1998 | Sydney International, Австралія             | Світова серія | Тверде     | Кароль Кучера      | 5–7, 4–6                            |
| Поразка   | 2–4   | Сер 1998 | Los Angeles Open, США                       | Світова серія | Тверде     | Андре Агассі       | 4–6, 4–6                            |
| Перемога  | 3–4   | Вер 1998 | President's Cup, Узбекистан (2)             | Світова серія | Тверде     | Євген Кафельников  | 7–5, 6–4                            |
| Перемога  | 4–4   | Жов 1998 | Swiss Indoors, Швейцарія                    | Світова серія | Килим (i)  | Андре Агассі       | 6–4, 6–3, 3–6, 6–4                  |
| Поразка   | 4–5   | Січ 1999 | Катар Open, Катар                           | Світова серія | Тверде     | Райнер Шуттлер     | 4–6, 7–5, 1–6                       |
| Поразка   | 4–6   | Лют 1999 | Rotterdam Open, Нідерланди                  | Чемп. серія   | Килим (i)  | Євген Кафельников  | 2–6, 6–7(3–7)                       |
| Поразка   | 4–7   | Чер 1999 | Queen's Club Championships, Велика Британія | Світова серія | Трава      | Піт Сампрас        | 7–6(7–1), 4–6, 6–7(4–7)             |
| Поразка   | 4–8   | Жов 1999 | Swiss Indoors, Швейцарія                    | Світова серія | Килим (i)  | Кароль Кучера      | 4–6, 6–7(10–12), 6–4, 6–4, 6–7(2–7) |
| Поразка   | 4–9   | Лют 2000 | Rotterdam Open, Нідерланди                  | Інт. Ґолд     | Тверде (i) | Седрік Пйолін      | 7–6(7–3), 4–6, 6–7(4–7)             |
| Поразка   | 4–10  | Бер 2000 | Scottsdale Open, США                        | Інтернешнл    | Тверде     | Ллейтон Г'юїтт     | 4–6, 6–7(2–7)                       |
| Поразка   | 4–11  | Сер 2000 | Мастерс Цинциннаті, США                     | Серія Мастерс | Тверде     | Томас Енквіст      | 6–7(5–7), 4–6                       |
| Перемога  | 5–11  | Жов 2000 | Vienna Open, Австрія                        | Інт. Ґолд     | Тверде (i) | Томмі Гаас         | 6–4, 6–4, 6–4                       |
| Перемога  | 6–11  | Лис 2000 | Brighton International, Велика Британія     | Інтернешнл    | Тверде (i) | Домінік Грбатий    | 6–2, 6–2                            |
| Перемога  | 7–11  | Лют 2001 | Copenhagen Open, Данія                      | Інтернешнл    | Тверде (i) | Андреас Вінчігерра | 6–3, 6–4                            |
| Поразка   | 7–12  | Чер 2001 | Queen's Club Championships, Велика Британія | Інтернешнл    | Трава      | Ллейтон Г'юїтт     | 6–7(3–7), 6–7(3–7)                  |
| Перемога  | 8–12  | Жов 2001 | Swiss Indoors, Швейцарія (2)                | Інтернешнл    | Тверде (i) | Роджер Федерер     | 6–3, 6–4, 6–2                       |
| Перемога  | 9–12  | Січ 2002 | Brisbane International, Австралія           | Інтернешнл    | Тверде     | Марк Філіппуссіс   | 6–4, 6–7(6–8), 6–3                  |
| Поразка   | 9–13  | Лют 2002 | Rotterdam Open, Нідерланди                  | Інт. Ґолд     | Тверде (i) | Ніколя Ескюде      | 6–3, 6–7(7–9), 4–6                  |
| Поразка   | 9–14  | Бер 2002 | Indian Wells Open, США                      | Серія Мастерс | Тверде     | Ллейтон Г'юїтт     | 1–6, 2–6                            |
| Поразка   | 9–15  | Чер 2002 | Queen's Club Championships, Велика Британія | Інтернешнл    | Трава      | Ллейтон Г'юїтт     | 6–4, 1–6, 4–6                       |
| Перемога  | 10–15 | Сер 2003 | Washington Open, США                        | Інтернешнл    | Тверде     | Фернандо Гонсалес  | 6–3, 6–4                            |
| Перемога  | 11–15 | Лис 2003 | Мастерс Париж, Франція                      | Серія Мастерс | Килим (i)  | Андрей Павел       | 6–2, 7–6(8–6), 7–6(7–2)             |
| Поразка   | 11–16 | Бер 2004 | Мастерс Індіан-Веллс, США                   | Серія Мастерс | Тверде     | Роджер Федерер     | 3–6, 3–6                            |
| Поразка   | 11–17 | Жов 2006 | Відкритий чемпіонат Японії, Японія          | Інт. Ґолд     | Тверде     | Роджер Федерер     | 3–6, 3–6                            |

### Парний розряд: 6 (4–2)
| Легенда                                              |
| ---------------------------------------------------- |
| Турніри Великого шолома (0–0)                        |
| Tennis Masters Cup (0–0)                             |
| ATP Super 9 / Серія Мастерс ATP (2–0)                |
| Олімпійські Ігри (0–1)                               |
| Серія турнірів ATP / Серія ATP Інтернешнл Ґолд (1–1) |
| Світова серія ATP / Серія ATP Інтернешнл (1–0)       |

| Титули за покриттям |
| ------------------- |
| Тверде (0–2)        |
| Ґрунт (2–0)         |
| Трава (0–0)         |
| Килим (2–0)         |

| Титули за типом корту |
| --------------------- |
| Outdoor (2–1)         |
| Indoor (2–1)          |

| Результат | В-П | Дата     | Турнір                           | Рівень           | Покриття   | Партнер           | Суперники                        | Рахунок       |
| --------- | --- | -------- | -------------------------------- | ---------------- | ---------- | ----------------- | -------------------------------- | ------------- |
| Поразка   | 0–1 | Сер 1996 | Теніс на Олімпійських іграх, США | Олімпійські ігри | Тверде     | Ніл Брод          | Тодд Вудбрідж Марк Вудфорд       | 4–6, 4–6, 2–6 |
| Перемога  | 1–1 | Жов 1997 | Swiss Indoors, Швейцарія         | Світова серія    | Килим (i)  | Марк Россе        | Карстен Браш Джим Грабб          | 7–6, 6–7, 7–6 |
| Перемога  | 2–1 | Лют 1999 | Лондон Indoor, Велика Британія   | Чемп. серія      | Килим (i)  | Грег Руседскі     | Байрон Блек Вейн Феррейра        | 6–3, 7–6(8–6) |
| Перемога  | 3–1 | Кві 1999 | Мастерс Монте-Карло, Монако      | Super 9          | Ґрунт      | Олів'є Делетр     | Їржі Новак (тенісист) Давід Рікл | 6–2, 6–3      |
| Поразка   | 3–2 | Лют 2000 | Rotterdam Open, Нідерланди       | Інт. Ґолд        | Тверде (i) | Євген Кафельников | Девід Адамс Джон-Лаффньє де Ягер | 7–5, 2–6, 3–6 |
| Перемога  | 4–2 | Кві 2004 | Monte-Carlo Masters, Монако (2)  | Серія Мастерс    | Ґрунт      | Ненад Зімоньїч    | Гастон Етліс Мартін Родрігес     | 7–5, 6–2      |

## Досягнення в одиночних змаганнях
| W | Ф | ПФ | ЧФ | #Р | КТ | К# | P# | DNQ | A | Z# | PO | G | S | B | NMS | NTI | P | NH |

| Турніри Великого шлему                 |                   |                   |                   |                   |                   |     |      |                   |                   |                   |                   |                   |              |                   |                   |                   |             |             |             |
| Відкритий чемпіонат Австралії з тенісу |                   |                   |                   |                   | 2р                | 3р  | 1р   | 3р                | 4р                | 4р                | 4р                |                   | 3р           | 3р                | 1р                |                   | 0 / 10      | 18–10       | 64%         |
| Відкритий чемпіонат Франції з тенісу   |                   |                   | К1р               | К2р               | 1р                | 1р  | 1р   | 3р                | 3р                | 3р                | 2р                | 3р                | ПФ           | 2р                | 2р                | 1р                | 0 / 12      | 16–12       | 57%         |
| Вімблдонський турнір                   | К1р               | К2р               | 1р                | 2р                | ЧФ                | ЧФ  | ПФ   | ПФ                | 4р                | ПФ                | ПФ                | ЧФ                | ЧФ           | 2р                | 2р                | 2р                | 0 / 14      | 43–14       | 75%         |
| Відкритий чемпіонат США з тенісу       |                   |                   |                   | 2р                | 4р                | 2р  | 4р   | 1р                | 3р                | 3р                | 3р                | 1р                | ПФ           | 1р                | 2р                | 2р                | 0 / 13      | 21–13       | 62%         |
| В-П                                    | 0–0               | 0–0               | 0–1               | 2–2               | 8–4               | 7–4 | 8–4  | 9–4               | 10–4              | 12–4              | 11–4              | 6–3               | 16–4         | 4–4               | 3–4               | 2–3               | 0 / 49      | 98–49       | 67%         |
| Чемпіонати завершення сезону           |                   |                   |                   |                   |                   |     |      |                   |                   |                   |                   |                   |              |                   |                   |                   |             |             |             |
| Фінал ATP                              | Не кваліфікувався | Не кваліфікувався | Не кваліфікувався | Не кваліфікувався | Не кваліфікувався | RR  | ПФ   | Не кваліфікувався | Не кваліфікувався | Не кваліфікувався | Не кваліфікувався | Не кваліфікувався | RR           | Не кваліфікувався | Не кваліфікувався | Не кваліфікувався | 0 / 3       | 4–4         | 50%         |
| Кубок Великого шлему                   | Не кваліфікувався | Не кваліфікувався | Не кваліфікувався | Не кваліфікувався | ПФ                | DNQ | 1р   | DNQ               | Не проводили      | Не проводили      | Не проводили      | Не проводили      | Не проводили | Не проводили      | Не проводили      | Не проводили      | 0 / 2       | 2–2         | 50%         |
| Тур ATP Мастерс 1000                   |                   |                   |                   |                   |                   |     |      |                   |                   |                   |                   |                   |              |                   |                   |                   |             |             |             |
| Indian Wells Open                      |                   |                   |                   |                   |                   |     | 1р   | ЧФ                | 2р                | 3р                | Ф                 | 2р                | Ф            | ЧФ                | 2р                | 1р                | 0 / 10      | 20–10       | 67%         |
| Відкритий чемпіонат Маямі з тенісу     |                   |                   |                   |                   | 2р                | 1р  | ПФ   | 3р                | ЧФ                | 2р                | 4р                | 2р                | 2р           | ЧФ                | 3р                | 1р                | 0 / 12      | 16–12       | 57%         |
| Мастерс Монте-Карло                    |                   |                   |                   |                   |                   |     | 1р   | 2р                | 2р                | ЧФ                | ПФ                |                   | ЧФ           | 1р                | 1р                | 1р                | 0 / 9       | 11–9        | 55%         |
| Мастерс Рим                            |                   |                   |                   |                   |                   | 2р  | 2р   | 3р                | 2р                | 2р                | 1р                | 1р                | 3р           | 3р                | 3р                | 1р                | 0 / 11      | 12–11       | 52%         |
| Hamburg Masters                        |                   |                   |                   |                   |                   |     | 2р   | ЧФ                | 3р                | 1р                | 2р                | 3р                | 2р           | 3р                |                   |                   | 0 / 8       | 11–8        | 58%         |
| Мастерс Канада                         |                   |                   |                   |                   | 3р                | 1р  | ПФ   | 2р                | 1р                | 2р                | 3р                | 2р                | 2р           | 1р                | 2р                |                   | 0 / 11      | 10–11       | 48%         |
| Мастерс Цинциннаті                     |                   |                   |                   |                   | 2р                | 1р  | 1р   | ЧФ                | Ф                 | ПФ                | 2р                | 1р                | 3р           | 2р                | 1р                | 1р                | 0 / 12      | 16–12       | 57%         |
| Мастерс Мадрид                         |                   |                   |                   |                   | 1р                | 3р  | 2р   | 2р                | 3р                | ЧФ                | 2р                | 1р                | 3р           | 2р                | 3р                |                   | 0 / 11      | 10–11       | 48%         |
| Мастерс Париж                          |                   |                   |                   |                   | 1р                | 2р  | 2р   | 3р                | 2р                | 2р                | 3р                | П                 | 3р           |                   |                   |                   | 1 / 9       | 10–8        | 56%         |
| В-П                                    | 0–0               | 0–0               | 0–0               | 0–0               | 3–5               | 4–6 | 11–9 | 10–9              | 14–9              | 13–9              | 16–9              | 10–7              | 16–9         | 12–8              | 8–7               | 0–5               | 1 / 93      | 116–92      | 56%         |
| Загальна статистика                    |                   |                   |                   |                   |                   |     |      |                   |                   |                   |                   |                   |              |                   |                   |                   |             |             |             |
| Титули–Фінали                          | 0–0               | 0–0               | 0–0               | 0–0               | 0–2               | 2–2 | 2–4  | 0–4               | 2–5               | 3–4               | 0–3               | 2–2               | 0–1          | 0–0               | 0–1               | 0–0               | 11 / 28     | 11–17       | 39%         |
| Рейтинг на кінець року                 | 778               | 372               | 167               | 95                | 29                | 17  | 7    | 11                | 10                | 9                 | 8                 | 15                | 6            | 36                | 39                | 292               | $11,635,542 | $11,635,542 | $11,635,542 |

## Перемоги над гравцями першої 10-ки
| Сезон    | 1992 | 1993 | 1994 | 1995 | 1996 | 1997 | 1998 | 1999 | 2000 | 2001 | 2002 | 2003 | 2004 | 2005 | 2006 | 2007 | Всього |
| Перемоги | 0    | 0    | 0    | 0    | 2    | 5    | 9    | 2    | 6    | 0    | 3    | 4    | 3    | 0    | 1    | 0    | 35     |

| #    | Гравець           | Рейтинг | Турнір                                          | Покриття   | Р-д  | Рахунок                           |
| 1996 | 1996              | 1996    | 1996                                            | 1996       | 1996 | 1996                              |
| ---- | ----------------- | ------- | ----------------------------------------------- | ---------- | ---- | --------------------------------- |
| 1.   | Євген Кафельников | 5       | Вімблдонський турнір, Лондон, Велика Британія   | Трава      | 1р   | 7–6(8–6), 6–3, 6–7(2–7), 4–6, 7–5 |
| 2.   | Вейн Феррейра     | 7       | Острава, Чехія                                  | Килим (i)  | ЧФ   | 6–4, 6–3                          |
| 1997 |                   |         |                                                 |            |      |                                   |
| 3.   | Горан Іванишевич  | 3       | Сідней, Австралія                               | Тверде     | ПФ   | 4–6, 7–6(7–1), 6–1                |
| 4.   | Ріхард Крайчек    | 5       | Вімблдонський турнір, Лондон, Велика Британія   | Трава      | 4р   | 7–6(9–7), 6–7(7–9), 7–6(7–5), 6–4 |
| 5.   | Томас Мустер      | 5       | Відкритий чемпіонат США з тенісу, Нью-Йорк, США | Тверде     | 1р   | 6–3, 7–6(7–3), 4–6, 6–4           |
| 6.   | Горан Іванишевич  | 4       | Штутгарт, Німеччина                             | Килим (i)  | 2р   | 6–3, 2–0, ret.                    |
| 7.   | Євген Кафельников | 6       | Фінал ATP, Гановер, Німеччина                   | Тверде (i) | RR   | 6–4, 6–4                          |
| 1998 |                   |         |                                                 |            |      |                                   |
| 8.   | Патрік Рафтер     | 2       | Сідней, Австралія                               | Тверде     | ПФ   | 7–6(7–5), 7–5                     |
| 9.   | Ріхард Крайчек    | 10      | Лондон, Велика Британія                         | Килим (i)  | 1р   | 6–7(5–7), 7–6(7–2), 7–5           |
| 10.  | Петр Корда        | 2       | Відкритий чемпіонат Маямі з тенісу, США         | Тверде     | 4р   | 6–4, 6–4                          |
| 11.  | Патрік Рафтер     | 6       | Вімблдонський турнір, Лондон, Велика Британія   | Трава      | 4р   | 6–3, 6–7(3–7), 6–3, 6–2           |
| 12.  | Петр Корда        | 3       | Вімблдонський турнір, Лондон, Велика Британія   | Трава      | ЧФ   | 6–3, 6–4, 6–2                     |
| 13.  | Євген Кафельников | 10      | Ташкент, Узбекистан                             | Тверде     | Ф    | 7–5, 6–4                          |
| 14.  | Андре Агассі      | 8       | Базель, Швейцарія                               | Тверде (i) | Ф    | 6–4, 6–3, 3–6, 6–4                |
| 15.  | Марсело Ріос      | 2       | Фінал ATP, Гановер, Німеччина                   | Тверде (i) | RR   | 7–5, 6–1                          |
| 16.  | Алекс Корретха    | 6       | Фінал ATP, Гановер, Німеччина                   | Тверде (i) | RR   | 7–6(7–4), 6–7(4–7), 6–2           |
| 1999 |                   |         |                                                 |            |      |                                   |
| 17.  | Грег Руседскі     | 10      | Індіан-Веллс, США                               | Тверде     | 3р   | 6–4, 2–6, 6–4                     |
| 18.  | Тодд Мартін       | 8       | Кубок Девіса, Бірмінгем, Велика Британія        | Тверде (i) | RR   | 4–6, 7–5, 6–3, 7–6(7–4)           |
| 2000 |                   |         |                                                 |            |      |                                   |
| 19.  | Євген Кафельников | 2       | Роттердам, Нідерланди                           | Тверде (i) | ПФ   | 6–3, 4–6, 6–3                     |
| 20.  | Ніколас Лапентті  | 8       | Скоттсдейл, США                                 | Тверде     | ЧФ   | 6–3, 6–2                          |
| 21.  | Марсело Ріос      | 8       | Відкритий чемпіонат Маямі з тенісу, США         | Тверде     | 4р   | 6–1, 1–6, 7–6(7–4)                |
| 22.  | Піт Сампрас       | 2       | Мастерс Цинциннаті, США                         | Тверде     | 3р   | 6–3, 6–4                          |
| 23.  | Густаво Куертен   | 4       | Мастерс Цинциннаті, США                         | Тверде     | ПФ   | 6–7(11–13), 6–3, 7–6(7–0)         |
| 24.  | Євген Кафельников | 5       | Індіанаполіс, США                               | Тверде     | ЧФ   | 7–6(7–4), 6–2                     |
| 2002 |                   |         |                                                 |            |      |                                   |
| 25.  | Марат Сафін       | 8       | Індіан-Веллс, США                               | Тверде     | 3р   | 7–6(7–3), 6–4                     |
| 26.  | Томас Юганссон    | 9       | Монте-Карло, Монако                             | Ґрунт      | ЧФ   | 2–6, 6–4, 7–6(7–4)                |
| 27.  | Євген Кафельников | 5       | World Team Cup, Дюссельдорф, Німеччина          | Ґрунт      | RR   | 6–2, 7–6(8–6)                     |
| 2003 |                   |         |                                                 |            |      |                                   |
| 28.  | Давід Налбандян   | 9       | Вімблдонський турнір, Лондон, Велика Британія   | Трава      | 4р   | 6–2, 6–7(4–7), 7–5, 6–3           |
| 29.  | Енді Роддік       | 6       | Washington Open, США                            | Тверде     | ПФ   | 1–6, 6–3, 7–6(7–1)                |
| 30.  | Роджер Федерер    | 3       | Париж, Франція                                  | Килим (i)  | ЧФ   | 7–6(7–5), 6–1                     |
| 31.  | Енді Роддік       | 2       | Париж, Франція                                  | Килим (i)  | ПФ   | 7–6(7–4), 7–6(9–7)                |
| 2004 |                   |         |                                                 |            |      |                                   |
| 32.  | Роджер Федерер    | 1       | Роттердам, Нідерланди                           | Тверде (i) | ЧФ   | 6–3, 7–6(11–9)                    |
| 33.  | Енді Роддік       | 3       | Індіан-Веллс, США                               | Тверде     | ЧФ   | 6–7(6–8), 7–6(7–1), 6–3           |
| 34.  | Гільєрмо Кор'я    | 6       | Фінал ATP, Х'юстон, США                         | Тверде     | RR   | 6–2, 6–2                          |
| 2006 |                   |         |                                                 |            |      |                                   |
| 35.  | Маріо Анчич       | 10      | Токіо, Японія                                   | Тверде     | ЧФ   | 6–2, 6–2                          |

## Нотатки
1. ↑  Від 1995 до 2001 року проводили в Штутгарті, від 2002 року - в Мадриді.